# Эверест (футбольный клуб)
«Эверест» (иногда именуемый как «Депортиво Эверест») (исп. Club Deportivo Everest) — эквадорский футбольный клуб из города Гуаякиль. За всю свою историю клуб один раз становился чемпионом Эквадора, в 1962 году, а год спустя принял участие в четвёртом розыгрыше Кубка Либертадорес. В настоящий момент выступает в низших лигах чемпионата Эквадора.

## История
Клуб был основан 2 февраля 1931 года под названием Círculo Deportivo Everest (Спортивный кружок «Эверест»). Позже команда получила современное название — Спортивный клуб «Эверест». Своё название клуб получил в честь самой высокой горы мира Эверест, расположенной в Гималаях.
В 1950-е и первой половине 1960-х годов в Эвересте был один из сильнейших составов за всю историю клуба. Настоящей жемчужиной был воспитанник клуба Альберто Спенсер, который позже блистал в составе уругвайского «Пеньяроля».
В 1960 году команда стала чемпионом Гуаякиля, а в 1962 — чемпионом Эквадора. На следующий год Эверест выступил в Кубке Либертадорес, но неудачно. В сводной таблице Кубка Либертадорес Эверест по сей день занимает последнюю, 186-ю строчку, поскольку проиграл в двух матчах «Пеньяролю» (в двух других группах было по три команды) с разницей мячей 1:14 — 0:5 дома и 1:9 в гостях. Примечательно, что на Сентенарио пять мячей в ворота «Эвереста» отправил сам Альберто Спенсер.
Впоследствии «Эверест» не добирался до призовых мест в чемпионате Эквадора, довольно часто вылетал в Серию B и возвращался обратно. Последний раз команда вылетела в 1983 году и с тех пор не возвращалась в элиту. В сводной таблице за всю историю эквадорской Серии A «Эверест» занимает 19-е место из 53.

## Титулы и достижения
- Чемпион Эквадора (1): 1962
- Вице-чемпион Эквадора в Серии B (1): 1979 E2
- Обладатель Суперкубка Эквадора (1): 1969
- Участник Кубка Либертадорес 1963